# Elementary OS
elementary OS és una distribució de Linux basada en Ubuntu. És el vehicle per introduir l'entorn d'escriptori Pantheon, de la mateixa manera que Linux Mint era el vehicle per introduir l'entorn d'escriptori Cinnamon abans que Cinnamon estigués disponible per a altres distribucions Linux.

## Filosofia de disseny
Els objectius del projecte elementary OS són solucionar algunes deficiències percebudes en els entorns d'escriptori establerts. Aquests són:
- Millorar l'estètica global modernitzant la interfície d'usuari.
- Reduir les dependències de programari utilitzant aplicacions de nucli escrites en C o Vala.
- Disminuir la necessitat d'accedir la terminal.

Tot i que no és contrari a la filosofia de GNU, aquestes eleccions deliberades de disseny divergeixen del que la majoria de distribucions de GNU/Linux opten per fer: donar llibertat per configurar i personalitzar l'entorn d'escriptori. En comptes d'això, les Directrius d'Interfície Humana d'elementary OS es concentren en una usabilitat immediata amb una corba d'aprenentatge lleu. Les tres normes bàsiques que els desenvolupadors es van marcar per a ells van ser "concisió", "evitar configuració" i "documentació minimalista".
Des de la seva concepció, elementary OS ha rebut tant elogis com crítiques pel seu disseny, el qual imita el d'OS X tan visualment com en termes de l'experiència d'usuari.
El shell principal de Pantheon està profundament integrat amb altres aplicacions d'elementary OS com Plank (una barra de tasques), Midori (el navegador web per defecte) i Scratch (un editor de text simple). Aquesta distribució utilitza Gala com a gestor de finestres, que està basat en Mutter.

## Components de programari
- Pantheon Greeter: gestor de sessions basat en LightDM[apps 1]
- Wingpanel: Panell superior, similar al panell superior del GNOME Shell.[apps 2]
- Slingshot: Llançador d'aplicacions localitzat al WingPanel[apps 3]
- Plank: barra de llançament d'aplicacions.[apps 4][apps 5]
- Switchboard: Configuració (o tauler de control)[apps 6]
- Midori: Navegador web basat en WebKitGTK+[apps 7]
- Geary: Client de correu electrònic escrit en Vala[apps 8]
- Maya: calendari[apps 9]
- Noise: reproductor d'Àudio[apps 10]
- Scratch: editor de text senzill, comparable a gedit o leafpad[apps 11]
- Pantheon Terminal: emulador Terminal[apps 12]
- Pantheon Files (anteriorment anomenat Marlin): gestor de fitxers[apps 13][apps 14]
- Fork d'Ubiquity.

## Història
La distribució elementary OS inicialment començà com un conjunt de temes i aplicacions dissenyades per Ubuntu les quals més tard van convertir-se en una distribució Linux. En ser basat en Ubuntu, és compatible amb els seus repositoris i paquets i utilitza el centre de programari propi d'Ubuntu per gestionar la instal·lació i eliminació de programari. La seva interfície d'usuari intenta ser intuïtiva sense consumir massa recursos.

### Versions

#### 0.1 Jupiter
La primera versió estable d'elementary OS va ser Jupiter, publicada el 31 de març de 2011 i basada en Ubuntu 10.10. Des de l'octubre 2012, ja no té suport i, per tant, no està disponible per a baixar des de la web oficial d'elementary OS.

#### 0.2 Luna
El novembre de 2012, la primera versió beta d'elementary OS Luna va ser alliberada, la qual utilitza Ubuntu 12.04 LTS com a base.
La segona versió beta de Luna va ser alliberada el 6 de maig de 2013, amb més de 300 bugs i diversos canvis com suport millorat per múltiples localitzacions, suport de pantalla múltiple i va aplicacions actualitzades. El 7 d'agost de 2013, va aparèixer un compte enrere a la web oficial comptant els dies que quedaven fins al 10 d'agost. La segona versió estable d'elementary OS, Luna, va ser alliberada aquest dia, juntament amb un redisseny complet de la pàgina web d'elementary OS.

#### 0.3 Freya

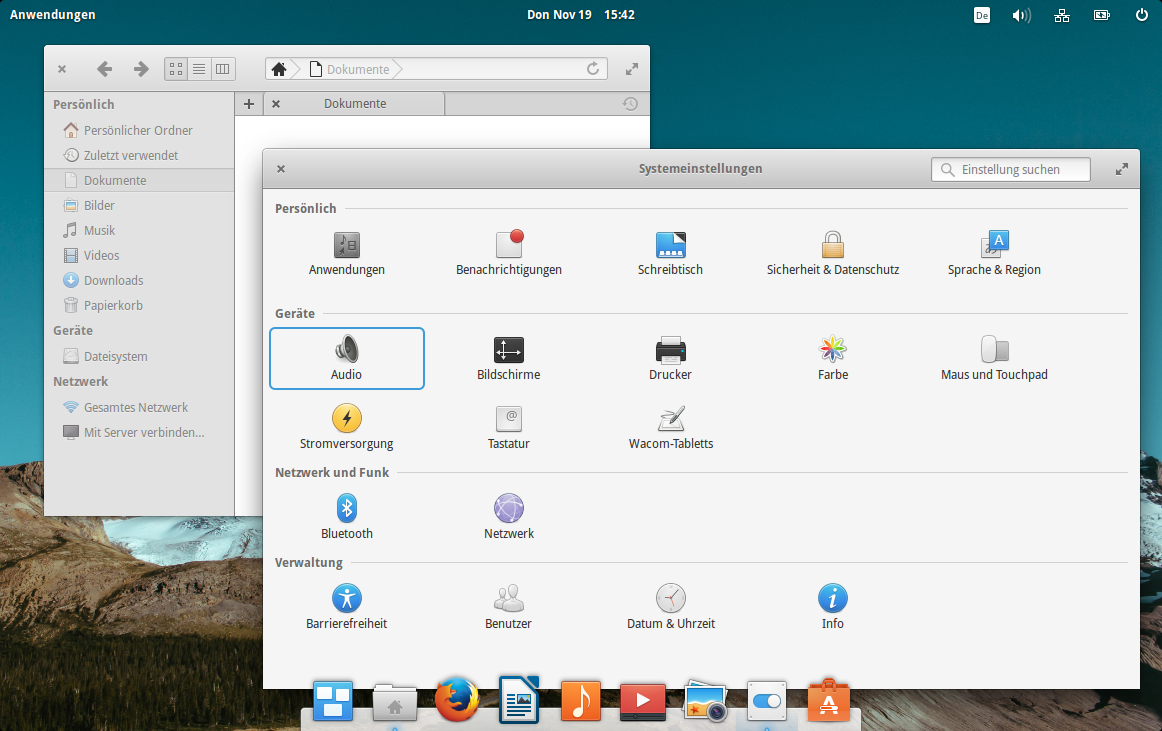
elementary OS 0.3 "Freya"

El nom de la tercera versió estable d'elementary OS, Isis, va ser proposat a l'agost 2013 per Daniel Foré, el dirigent de projecte. Més tard fou canviat per Freya per evitar associacions amb el grup terrorista ISIS. Està basada en Ubuntu 14.04 LTS, el qual va ser alliberat l'abril de 2014. La primera beta de Freya va ser alliberada l'11 d'agost de 2014. La segona beta de Freya va ser alliberada el 8 de febrer de 2015. La versió final va ser alliberada l'11 d'abril de 2015, després d'un compte enrere que aparegué a la pàgina web vuit dies abans del seu alliberament.

#### 0.4 Loki

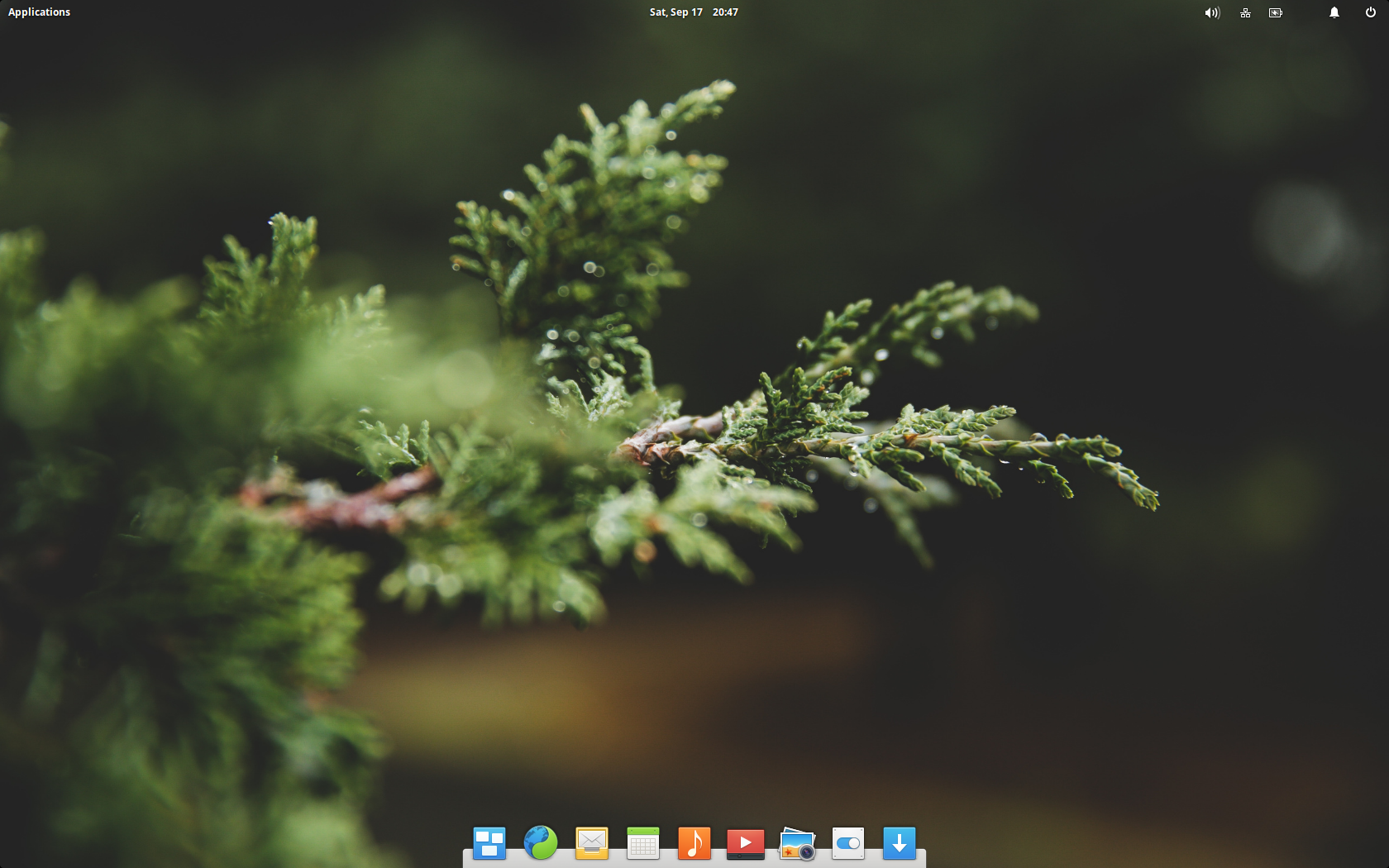
elementary OS 0.4 "Loki"

elementary OS 0.4 Loki va ser alliberat el 9 de setembre de 2016, basat en la versió d'Ubuntu 16.04 LTS amb un kernel actualitzat (4.4).

### Taula de versions
| 0.1 | Jupiter | 31-3-2011   | Ubuntu 10.10     |
| 0.2 | Luna    | 10-8-2013   | Ubuntu 12.04 LTS |
| 0.3 | Freya   | 11-4-2015   | Ubuntu 14.04 LTS |
| 0.3.1                                                                                                   | Freya   | 3-9-2015    | Ubuntu 14.04 LTS |
| 0.3.2                                                                                                   | Freya   | 9-12-2015   | Ubuntu 14.04 LTS |
| 0.4 | Loki    | 9-9-2016    | Ubuntu 16.04 LTS |
| 0.5 | Juno    | Desconeguda | Desconeguda      |
| Llegenda:Versió antigaVersió antiga, amb suportDarrera versióDarrera versió preliminarProper llançament |         |             |                  |

### Aplicacions
1. ↑  "Pantheon Greeter a Launchpad".
2. ↑  "Wingpanel a Launchpad".
3. ↑  "Slingshot a Launchpad".
4. ↑  "Plank a Launchpad".
5. ↑  "'llegeix-me' del Plank".
6. ↑  "Switchboard a Launchpad".
7. ↑  "Midori a Launchpad".
8. ↑  "Geary" Arxivat 2016-04-04 a Wayback Machine..
9. ↑  "Maya a Launchpad".
10. ↑  "Noise a Launchpad".
11. ↑  "Scratch a Launchpad".
12. ↑  "Pantheon Terminal a Launchpad".
13. ↑  "Files a Launchpad".
14. ↑  "'Llegeix-me' de Pantheon Files".